# GRAIN

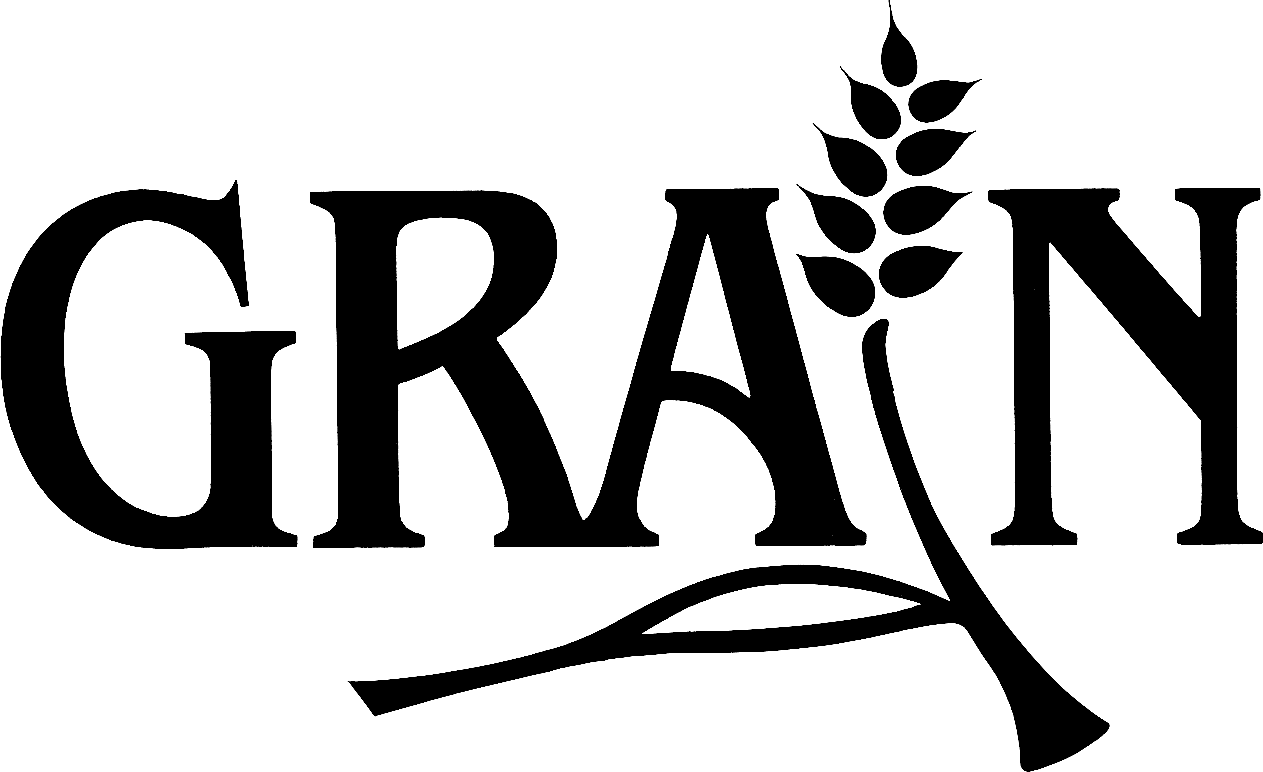
Logo von GRAIN

GRAIN ist eine internationale Nichtregierungsorganisation mit Sitz in Barcelona, die sich für die Erhaltung des Kleinbauernsektors insbesondere in den Ländern des Globalen Südens einsetzt und soziale Bewegungen unterstützt, die für kommunal orientierte und auf Biodiversität basierte Ernährungssysteme eintreten. GRAIN dokumentiert den als „Land Grabbing“ bezeichneten Landkauf in den Entwicklungsländern durch ausländische Finanzinvestoren und zählte 2010 zu den Initiatoren einer internationalen Erklärung gegen den Landraub.
GRAIN wurde 1990 gegründet und ist dezentral organisiert. Neben vier Angestellten mit einem regionalen Mandat in Chile, Mexiko, Argentinien und Benin sind drei Mitarbeiter in Barcelona, Paris und Montreal international tätig. 2011 wurde der Organisation für ihren Einsatz gegen Land Grabbing der Right Livelihood Award zuerkannt.